# Wavrans-sur-l'Aa
Pour les articles homonymes, voir Wavrans et Aa (hydrologie).
Wavrans-sur-l'Aa [wavʁɑ̃ syʁ la] est une commune française située dans le département du Pas-de-Calais en région Hauts-de-France.
La commune fait partie de la communauté de communes du Pays de Lumbres qui regroupe 36 communes et compte 24 187 habitants en 2021.
Le territoire de la commune est situé dans le parc naturel régional des Caps et Marais d'Opale.

## Géographie

### Localisation
Localisée dans le nord-est du département du Pas-de-Calais, Wavrans-sur-l'Aa est une commune drainée par l'Aa et située, à vol d'oiseau, à 3 km au sud de la commune de Lumbres et à 11 km au sud-ouest de la commune de Saint-Omer (aire d'attraction et chef-lieu d'arrondissement).
Le territoire de la commune est limitrophe de ceux de six communes.
Les communes limitrophes sont Lumbres, Elnes, Esquerdes, Merck-Saint-Liévin, Ouve-Wirquin, Remilly-Wirquin et Wismes.

### Géologie et relief
La superficie de la commune est de 11,48 km2 ; son altitude varie de 43  à   141 mètres. La commune est caractérisée par un relief de cuesta assez abrupt, et la présence de coteaux calcaires, autrefois et encore pâturés par des moutons. L'autre versant est constitué d'un système de monts et vallons plus doux, à vocation agricole.

### Hydrographie
Le territoire de la commune est situé dans le bassin Artois-Picardie.
La commune est traversée par le fleuve l'Aa, un cours d'eau naturel de 56 km, qui prend sa source dans la commune de Bourthes et se jette dans le canal de Neufossé au niveau de la commune de Saint-Omer et par le Ruisseau du Marais, d'une longueur de 7,76 km, qui prend sa source dans la commune de Nielles-lès-Bléquin et se jette dans l'Aa au niveau de la commune d'Elnes.

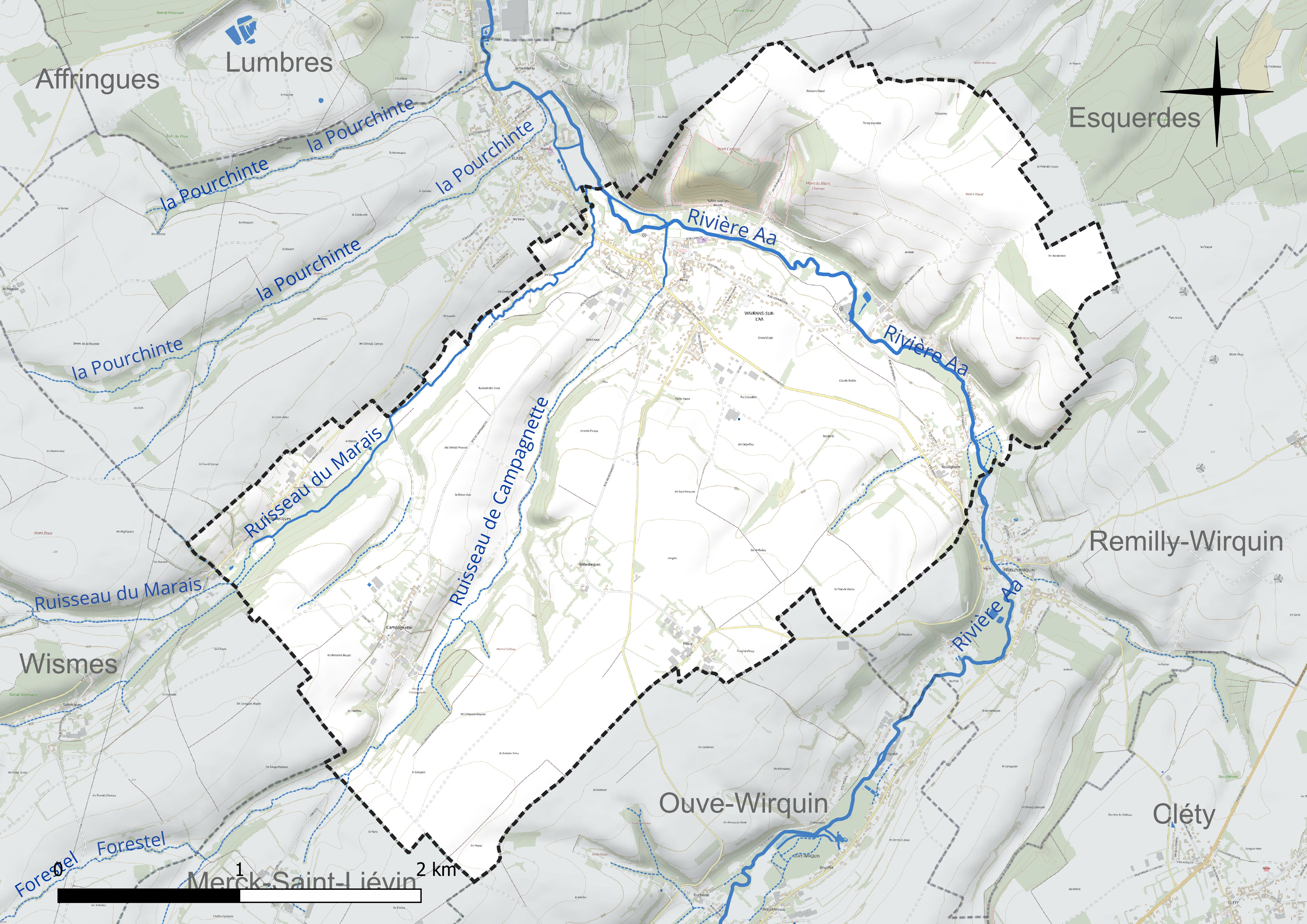
Réseau hydrographique de Wavrans-sur-l'Aa.

### Climat
Pour des articles plus généraux, voir Climat des Hauts-de-France et Climat du Nord-Pas-de-Calais.
En 2010, le climat de la commune est de type climat océanique altéré, selon une étude du CNRS s'appuyant sur une série de données couvrant la période 1971-2000. En 2020, Météo-France publie une typologie des climats de la France métropolitaine dans laquelle la commune est exposée à un climat océanique et est dans la région climatique Côtes de la Manche orientale, caractérisée par un faible ensoleillement (1 550 h/an) ; forte humidité de l’air (plus de 20 h/jour avec humidité relative > 80 % en hiver), vents forts fréquents.
Pour la période 1971-2000, la température annuelle moyenne est de 10,3 °C, avec une amplitude thermique annuelle de 13,4 °C. Le cumul annuel moyen de précipitations est de 881 mm, avec 12,9 jours de précipitations en janvier et 8,4 jours en juillet. Pour la période 1991-2020, la température moyenne annuelle observée sur la station météorologique la plus proche, située sur la commune de Nielles-lès-Bléquin à 7 km à vol d'oiseau, est de 10,6 °C et le cumul annuel moyen de précipitations est de 976,9 mm,. Pour l'avenir, les paramètres climatiques de la commune estimés pour 2050 selon différents scénarios d'émission de gaz à effet de serre sont consultables sur un site dédié publié par Météo-France en novembre 2022.

### Paysages
Pour un article plus général, voir Paysage en France.

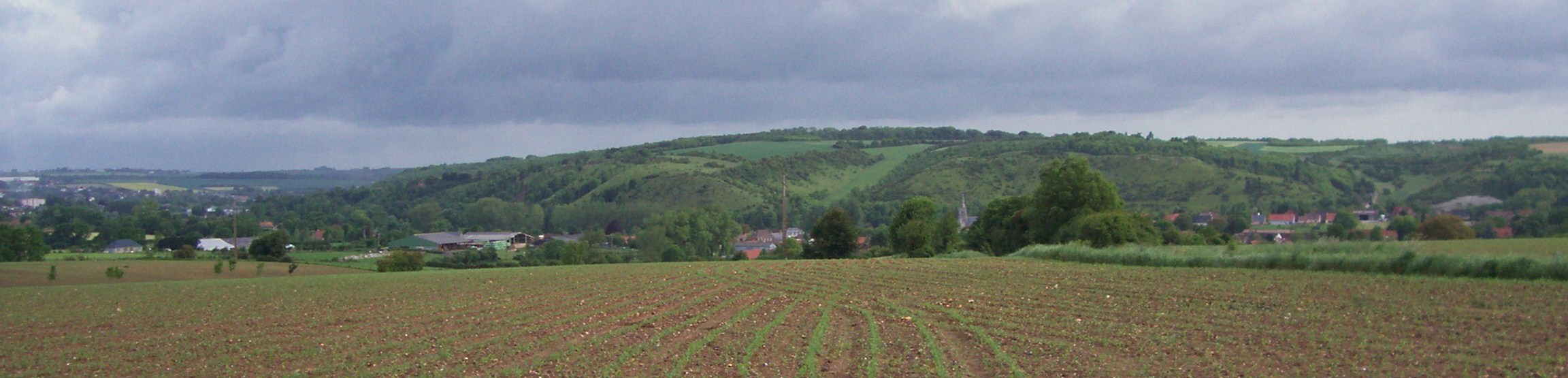
Panorama de la commune de Wavrans sur l'Aa et de ses environs, mai 2009.

La commune s'inscrit dans les « paysages des hauts plateaux artésiens » tels qu’ils sont définis dans l’atlas de paysages de la région Nord-Pas-de-Calais, conçu par la direction régionale de l'Environnement, de l'Aménagement et du Logement (DREAL),.
Ces paysages, qui concernent 77 communes du Pas-de-Calais, se situent à l'extrémité ouest des collines de l'Artois qui traversent le Pas-de-Calais d'Arras au Boulonnais. L'altitude de ces paysages dépassent les 180 mètres. Ces dimensions sont modestes, d'une quinzaine de kilomètres du sud-est au nord-ouest et d'une vingtaine de kilomètres dans sa dimension la plus grande.
Ces « paysages des hauts plateaux artésiens », appelés aussi « Haut Artois », se caractérisent par trois ensembles écopaysagers : 
- l'ensemble mésophile ouvert du plateau artésien calcaire ;
- l'ensemble alluvial des fonds de vallée de la Lys et de l'Aa ;
- l'ensemble calcicole des versants calcaires des vallées[13].

Le « Haut Artois » dispose d'une importante densité de corridors biologiques bien interconnectés.
Dans le « Haut Artois », pas de villes, c'est une des rares terres rurales de la région, les communes les plus importantes sont, du nord au sud, Lumbres, Fauquembergues et Fruges. Le « Haut Artois », drainé par l'Aa et la Lys, constitue le sommet de l'anticlinal artésien, paysage ventée, froid et aux précipitations importantes qui en font le château d'eau régional.
Leș cultures représentent environ 60 % des sols, les prairies entre 26 et 27 %, les bois de 5 à 8 % et les villages et bourgs de 5 à 8 %, l'industrie y est peu présente.

### Milieux naturels et biodiversité
La commune abrite un site de grand intérêt écologique, qui a justifié la création d'une réserve naturelle volontaire, devenue réserve naturelle régionale puis nationale (en 2008) (avec celle d'Acquin-Westbécourt).
La vallée de l'Aa ainsi que ses affluents contribue également à la richesse écologique locale.

#### Espaces protégés et gérés
La protection réglementaire est le mode d’intervention le plus fort pour préserver des espaces naturels remarquables et leur biodiversité associée.
Dans ce cadre, la commune fait partie de quatre espaces protégés et gérés : 
- le parc naturel régional des Caps et Marais d'Opale, d’une superficie de 132 499 hectares réparties sur 154 communes, géré par le syndicat mixte d'aménagement et de gestion du parc naturel régional des Caps et Marais d'Opale[16] ;
- la réserve naturelle nationale des grottes et des pelouses d'Acquin-Westbécourt et des coteaux de Wavrans-sur-l'Aa, d’une superficie de 54 hectares, gérée par le Conservatoire d'espaces naturels des Hauts-de-France et la municipalité de Wavrans-sur-l'Aa[17] ;
- la RNN de la grotte et des pelouses d'Acquin-Westbecourt et des coteaux de Wavrans-sur-l'Aa et coteaux d'Elnes, réserve naturelle nationale, d’une superficie de 5,504 hectares, parcelle acquise en maitrise foncière. Terrain acquis (ou assimilé) par le Conservatoire d'espaces naturels des Hauts-de-France[18] ;
- la RNN de la grotte et des pelouses d'Acquin-Westbecourt et des coteaux de Wavrans-sur-l'Aa et coteaux d'Elnes, réserve naturelle nationale, d’une superficie de 62,941 hectares, parcelle en maitrise d'usage. Terrain géré (location, convention de gestion) par le Conservatoire d'espaces naturels des Hauts-de-France[19].

#### Zones naturelles d'intérêt écologique, faunistique et floristique
L’inventaire des zones naturelles d'intérêt écologique, faunistique et floristique (ZNIEFF) a pour objectif de réaliser une couverture des zones les plus intéressantes sur le plan écologique, essentiellement dans la perspective d’améliorer la connaissance du patrimoine naturel national et de fournir aux différents décideurs un outil d’aide à la prise en compte de l’environnement dans l’aménagement du territoire.
Le territoire communal comprend quatre ZNIEFF de type 1 :
- la montagne de Lumbres, d’une superficie de 294 hectares et d'une altitude variant de 36  à   143 mètres. Ce site situé sur le versant droit de la vallée de l’Aa, au sud-est de Lumbres, est un vaste promontoire boisé[20] ;
- les pelouses crayeuses de Wavrans et Elnes, d’une superficie de 137 hectares et d'une altitude variant de 50  à   110 mètres. Ce site, sur le flanc exposé au sud de la vallée de l’Aa, représente la partie méridionale du promontoire crayeux au pied duquel serpente l’Aa à partir de Remilly-Wirquin[21] ;
- le bois d’Esquerdes et la vallée Pruvost, d’une superficie de 194 hectares et d'une altitude variant de 55  à   136 mètres. C'est un petit bois situé sur le plateau d’Artois, à proximité de la vallée de l’Aa, dont l'intérêt est la présence d'une hêtraie et d'une érablaie[22].
- la haute Aa et ses végétations alluviales entre Remilly-Wirquin et Wicquinghem, d’une superficie de 564 hectares et d'une altitude variant de 40  à   118 mètres[23].

et deux ZNIEFF de type 2 : 
- la moyenne vallée de l’Aa et ses versants entre Remilly-Wirquin et Wizernes. La moyenne vallée de l’Aa et ses versants représentent un remarquable ensemble écologique associant des habitats très différents constituant des complexes de végétations souvent complémentaires[24] ;
- la haute vallée de l’Aa et ses versants en amont de Remilly-Wirquin. La haute vallée de l’Aa se rattache à l’entité paysagère des hauts plateaux artésiens, elle intègre la source de ce fleuve côtier situé à Bourthes et les premiers kilomètres de ce cours d’eau qui trace un sillon profond dans les collines de l'Artois[25].

Carte des ZNIEFF de type 1 et 2 sur la commune
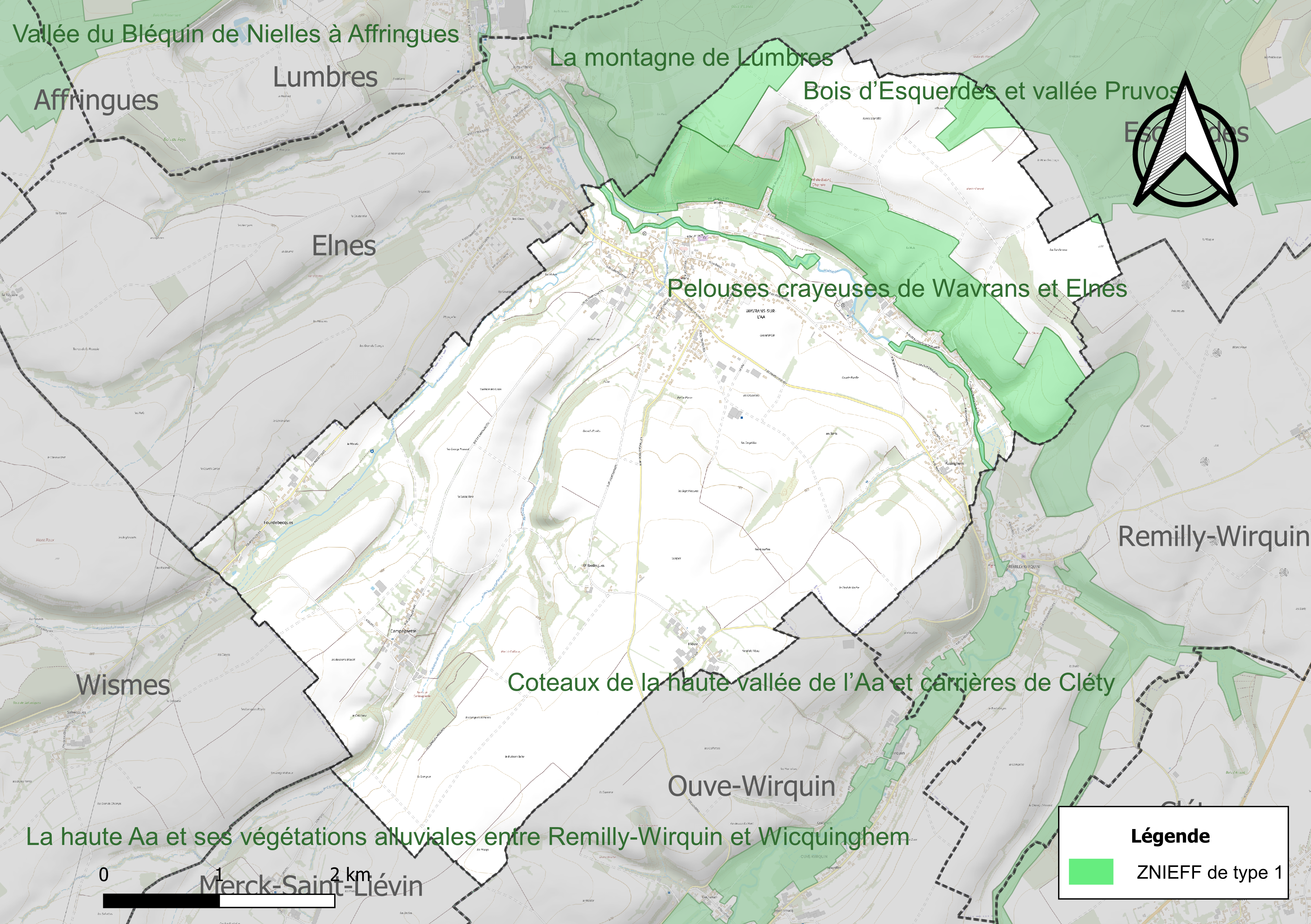
Carte des ZNIEFF de type 1 sur la commune.
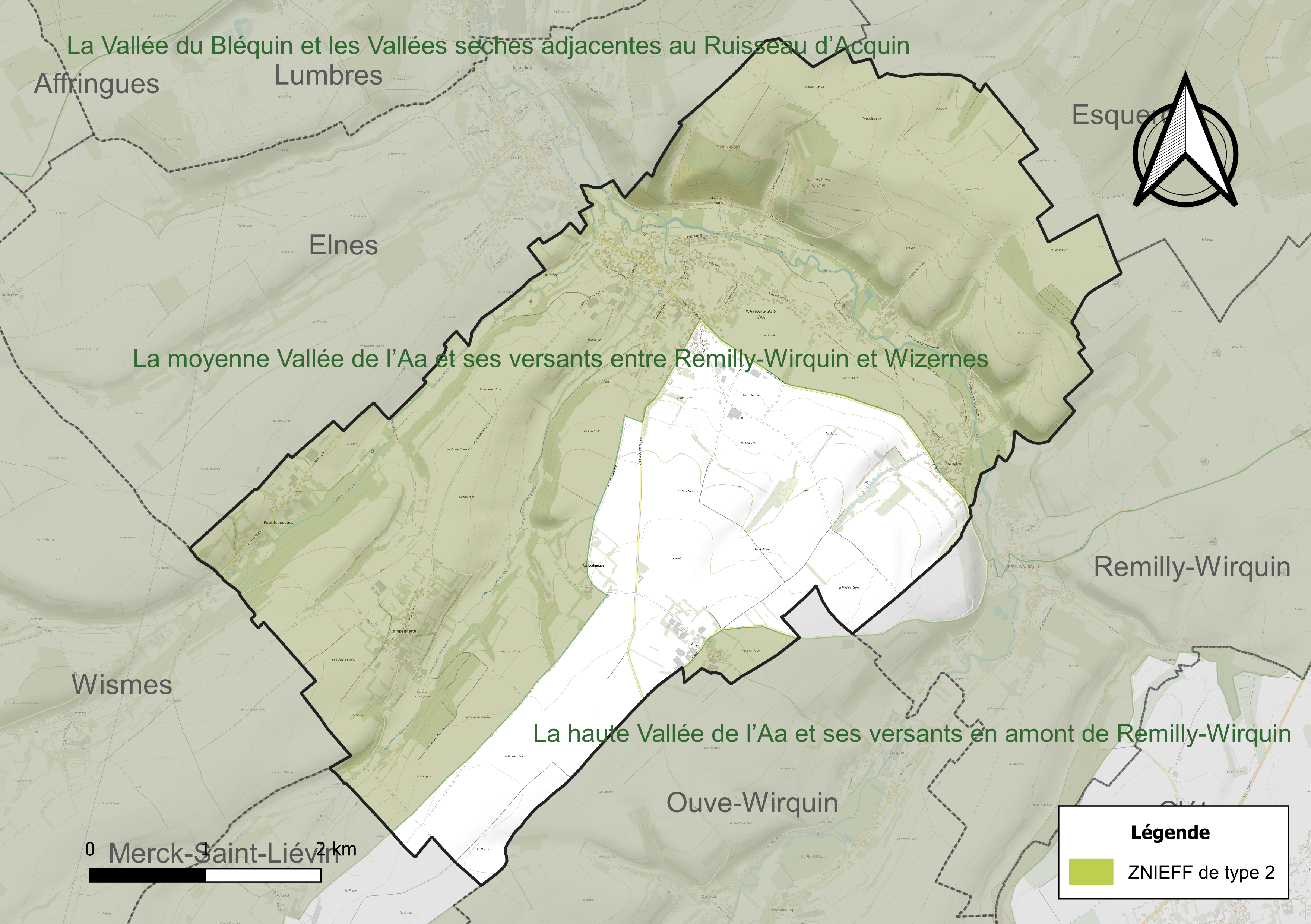
Carte des ZNIEFF de type 2 sur la commune.

#### Site Natura 2000
Le réseau Natura 2000 est un réseau écologique européen de sites naturels d’intérêt écologique élaboré à partir des directives « habitats » et « oiseaux ». Ce réseau est constitué de zones spéciales de conservation (ZSC) et de zones de protection spéciale (ZPS). Dans les zones de ce réseau, les États Membres s'engagent à maintenir dans un état de conservation favorable les types d'habitats et d'espèces concernés, par le biais de mesures réglementaires, administratives ou contractuelles.
Sur la commune, un site Natura 2000 de type B est défini en site d'importance communautaire (SIC) : les pelouses, bois acides à neutrocalcicoles, landes nord-atlantiques du plateau d'Helfaut et le système alluvial de la moyenne vallée de l'Aa d'une superficie de 389 hectares et répartis sur 14 communes.

## Urbanisme

### Typologie
Au 1er janvier 2024, Wavrans-sur-l'Aa est catégorisée commune rurale à habitat dispersé, selon la nouvelle grille communale de densité à sept niveaux définie par l'Insee en 2022.
Elle appartient à l'unité urbaine de Lumbres, une agglomération intra-départementale regroupant huit  communes, dont elle est une commune de la banlieue,,. Par ailleurs la commune fait partie de l'aire d'attraction de Saint-Omer, dont elle est une commune de la couronne,. Cette aire, qui regroupe 79 communes, est catégorisée dans les aires de 50 000 à moins de 200 000 habitants,.

### Occupation des sols
L'occupation des sols de la commune, telle qu'elle ressort de la base de données européenne d’occupation biophysique des sols Corine Land Cover (CLC), est marquée par l'importance des territoires agricoles (92,5 % en 2018), en diminution par rapport à 1990 (94,3 %). La répartition détaillée en 2018 est la suivante : 
terres arables (58,6 %), prairies (28,7 %), zones urbanisées (6 %), zones agricoles hétérogènes (5,2 %), forêts (1,5 %). L'évolution de l’occupation des sols de la commune et de ses infrastructures peut être observée sur les différentes représentations cartographiques du territoire : la carte de Cassini (XVIIIe siècle), la carte d'état-major (1820-1866) et les cartes ou photos aériennes de l'IGN pour la période actuelle (1950 à aujourd'hui).

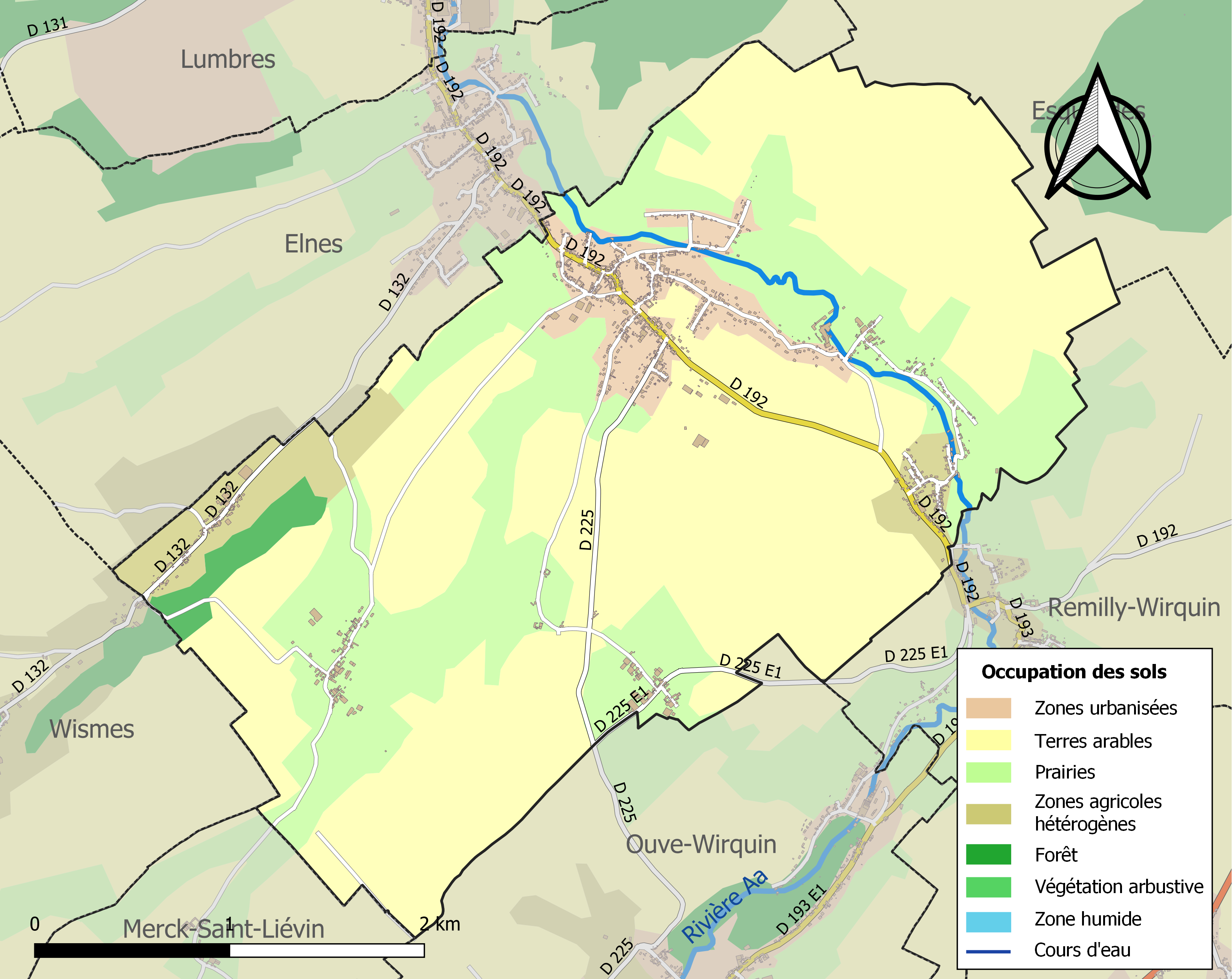
Carte des infrastructures et de l'occupation des sols de la commune en 2018 (CLC).

### Voies de communication et transports
La commune est traversée par la D 192, reliant Lumbres au nord et Remilly-Wirquin au sud-est. La D 225 permet de se rendre au sud à Ouve-Wirquin. Saint-Omer se situe à environ 20 minutes en voiture ; Béthune (via l'autoroute A26), Boulogne-sur-Mer (via la N 42) et Calais (via l'A26 / E15) sont chacune à environ 40 minutes.

### Risques naturels et technologiques

#### Risque inondation
À la suite du passage des tempêtes Ciarán, Domingos et Elisa et des inondations et coulées de boue qui se sont produites, la commune est reconnue, par arrêté du 14 novembre 2023, en état de catastrophe naturelle pour inondations et coulées de boue sur la période du 2 au 12 novembre 2023, comme 179 autres communes du département.

## Toponymie
Le nom de la localité est attesté sous les formes Villa Waurantis (862), Wabrante Villa (868), Villa Vaurantis (961), Wavarant (984), Gaverans (1119), Waverant (1157), Wavaranza et Vauaranza (1175), Wavrans (1207), Waverans (1348), Waverens (1357), Waurans juxta Morinum (v. 1420), Wavrant (1512), Wavrans-les-Enne (XVIIIe siècle), Wavrans-sur-l'Aa (depuis 1899).
D'après Ernest Nègre, la commune tiendrait son nom du gaulois *vober signifiant « friche », suivi du suffixe pré-romain -antia « cours d'eau, rivière », le tout donnant « la rivière de la friche ».
D'autres hypothèses avancent le celtique wabrantio dérivé de wambra « forêt », pour Maurits Gysseling, ou le pré-celtique *vobero « source, ruisseau souterrain, ravin, fossé » pour Albert Dauzat, où ces deux propositions seraient également suivies du suffixe -antia évoqué précédemment.
L'Aa est un fleuve côtier français du nord de la France, dans la région Hauts-de-France, qui se jette dans la mer du Nord.

## Histoire
Anciennement Wavrantis Villa, mentionné au Xe siècle. La seigneurie était unie à celle de Remilly. saint Omer, grand apôtre des Morins, mourut à Wavrans.
Wavrans a donné son nom à une famille noble dont subsistent des membres aux XVIe – XVIIe siècles. En 1585, Pierre de Wavrans, fils d'Antoinette Quiel, sœur d'Adelvy est retrouvé seigneur de Malembourg, fief disposant de toute la justice seigneuriale, dans la châtellenie de Bourbourg. En 1630, après la mort de Pierre, écuyer, vicomte héréditaire d'Eeno, époux d'Antoinette de Heuchin, arrive son fils Charles de Wavrans puis en 1631, sa fille Jacqueline de Wavrans, épouse de don Mauro Mac Mahon. Le fief reste ensuite un temps dans cette famille mais on retrouve en 1678, un héritier des Mac Mahon, dénommé Antoine de Ruttere, époux d'Elisabeth Butzeel, fils d'Étienne de Ruttere et de Louise de Wavrans.
Le village subit de nombreux dommages en 1944.

## Politique et administration

### Découpage territorial
La commune se trouve dans l'arrondissement de Saint-Omer du département du Pas-de-Calais.

#### Commune et intercommunalités
La commune est membre de la communauté de communes du Pays de Lumbres.

#### Circonscriptions administratives
La commune est rattachée au canton de Lumbres.

#### Circonscriptions électorales
Pour l'élection des députés, la commune fait partie de la sixième circonscription du Pas-de-Calais.

### Élections municipales et communautaires

#### Liste des maires
| Période                                  | Période                     | Identité          | Étiquette | Qualité                                                                         |
| ---------------------------------------- | --------------------------- | ----------------- | --------- | ------------------------------------------------------------------------------- |
| Les données manquantes sont à compléter. |                             |                   |           |                                                                                 |
| mars 1898                                | 1906                        | Charles Desgardin |           |                                                                                 |
| mars 1906                                | 1912                        | Clément Roels     |           |                                                                                 |
| mars 1912                                | 1925                        | Paul Cocquempot   |           |                                                                                 |
| mars 1925                                | 1929                        | Élie Obert        |           |                                                                                 |
| mars 1929                                | 1932                        | Arthur Bedague    |           |                                                                                 |
| mars 1932                                | 1935                        | Henri Dubois      |           |                                                                                 |
| mars 1935                                | 1944                        | Auguste Hericourt |           |                                                                                 |
| mars 1944                                | 1945                        | Émile Dubois      |           |                                                                                 |
| mars 1945                                | 1960                        | Abel Roussel      |           |                                                                                 |
| mars 1960                                | 1969                        | Paul Hermetz      |           |                                                                                 |
| mars 1969                                | 1972                        | Josse Goubelle    |           |                                                                                 |
| mars 1972                                | 1979                        | Marius Ghier      |           |                                                                                 |
| mars 1979                                | 1987                        | Jules Terlat      |           |                                                                                 |
| mars 1987                                | 2005                        | Josse Heumez      |           | Expert production retraité d'Arc International Démissionnaire                   |
| mars 2005                                | 2014                        | Gérard Devigne    |           | Ancien comptable                                                                |
| mars 2014                                | En cours (au 14 avril 2022) | Julien Delannoy   | DVG       | Ouvrier qualifié dans un abattoir de volailles, Réélu pour le mandat 2020-2026, |

### Instances de démocratie participative
La commune s'est dotée en 2015 d'un conseil municipal des jeunes.

## Population et société

### Démographie

#### Évolution démographique
L'évolution du nombre d'habitants est connue à travers les recensements de la population effectués dans la commune depuis 1793. Pour les communes de moins de 10 000 habitants, une enquête de recensement portant sur toute la population est réalisée tous les cinq ans, les populations de référence des années intermédiaires étant quant à elles estimées par interpolation ou extrapolation. Pour la commune, le premier recensement exhaustif entrant dans le cadre du nouveau dispositif a été réalisé en 2004.

En 2022, la commune comptait 1 211 habitants, en évolution de −5,83 % par rapport à 2016 (Pas-de-Calais : −0,72 %, France hors Mayotte : +2,11 %).
| 1793 | 1800 | 1806 | 1821 | 1831 | 1836 | 1841 | 1846 | 1851 |
| ---- | ---- | ---- | ---- | ---- | ---- | ---- | ---- | ---- |
| 563  | 361  | 617  | 648  | 744  | 781  | 793  | 791  | 785  |

| 1856 | 1861 | 1866  | 1872 | 1876 | 1881  | 1886 | 1891  | 1896 |
| ---- | ---- | ----- | ---- | ---- | ----- | ---- | ----- | ---- |
| 801  | 882  | 1 002 | 958  | 955  | 1 012 | 982  | 1 013 | 970  |

| 1901 | 1906 | 1911 | 1921 | 1926 | 1931 | 1936 | 1946 | 1954 |
| ---- | ---- | ---- | ---- | ---- | ---- | ---- | ---- | ---- |
| 938  | 942  | 919  | 854  | 888  | 836  | 830  | 877  | 905  |

| 1962 | 1968 | 1975 | 1982  | 1990  | 1999  | 2004  | 2006  | 2009  |
| ---- | ---- | ---- | ----- | ----- | ----- | ----- | ----- | ----- |
| 853  | 897  | 938  | 1 035 | 1 196 | 1 225 | 1 294 | 1 297 | 1 329 |

| 2014  | 2019  | 2022  | - | - | - | - | - | - |
| ----- | ----- | ----- | - | - | - | - | - | - |
| 1 290 | 1 239 | 1 211 | - | - | - | - | - | - |

#### Pyramide des âges
En 2018, le taux de personnes d'un âge inférieur à 30 ans s'élève à 33,3 %, soit en dessous de la moyenne départementale (36,7 %). De même, le taux de personnes d'âge supérieur à 60 ans est de 24,7 % la même année, alors qu'il est de 24,9 % au niveau départemental.
En 2018, la commune comptait 597 hommes pour 658 femmes, soit un taux de 52,43 % de femmes, légèrement supérieur au taux départemental (51,50 %).
Les pyramides des âges de la commune et du département s'établissent comme suit.
| Hommes | Classe d’âge | Femmes |
| ------ | ------------ | ------ |
| 0,8    | 90 ou +      | 1,5    |
| 5,9    | 75-89 ans    | 7,7    |
| 18,0   | 60-74 ans    | 15,4   |
| 23,9   | 45-59 ans    | 22,6   |
| 18,0   | 30-44 ans    | 19,4   |
| 14,6   | 15-29 ans    | 13,5   |
| 18,7   | 0-14 ans     | 19,8   |

| Hommes | Classe d’âge | Femmes |
| ------ | ------------ | ------ |
| 0,5    | 90 ou +      | 1,6    |
| 5,6    | 75-89 ans    | 8,9    |
| 16,7   | 60-74 ans    | 18,1   |
| 20,2   | 45-59 ans    | 19,2   |
| 18,9   | 30-44 ans    | 18,1   |
| 18,2   | 15-29 ans    | 16,2   |
| 19,9   | 0-14 ans     | 17,9   |

### Sports et loisirs

#### Loisirs
Après la liaison douce, créée à l'initiative de la communauté de communes du Pays de Lumbres et inaugurée en 2021, le long de l’Aa, entre Lumbres et Remilly-Wirquin, via Wavrans-sur-l'Aa et Elnes, en 2023, un nouveau tronçon est ouvert entre Acquin-Westbécourt et Lumbres, long de 4,9 km,.

## Économie et vie locale
Économie agricole (vaches, moutons, cultures). Quelques entreprises. Un commerce a fermé à la fin des années 2000.
La commune est équipée d'une école ; l'enseignement secondaire (collège, lycée) peut se faire à Lumbres.

## Culture locale et patrimoine

### Lieux et monuments
- L'église Saint-Omer.

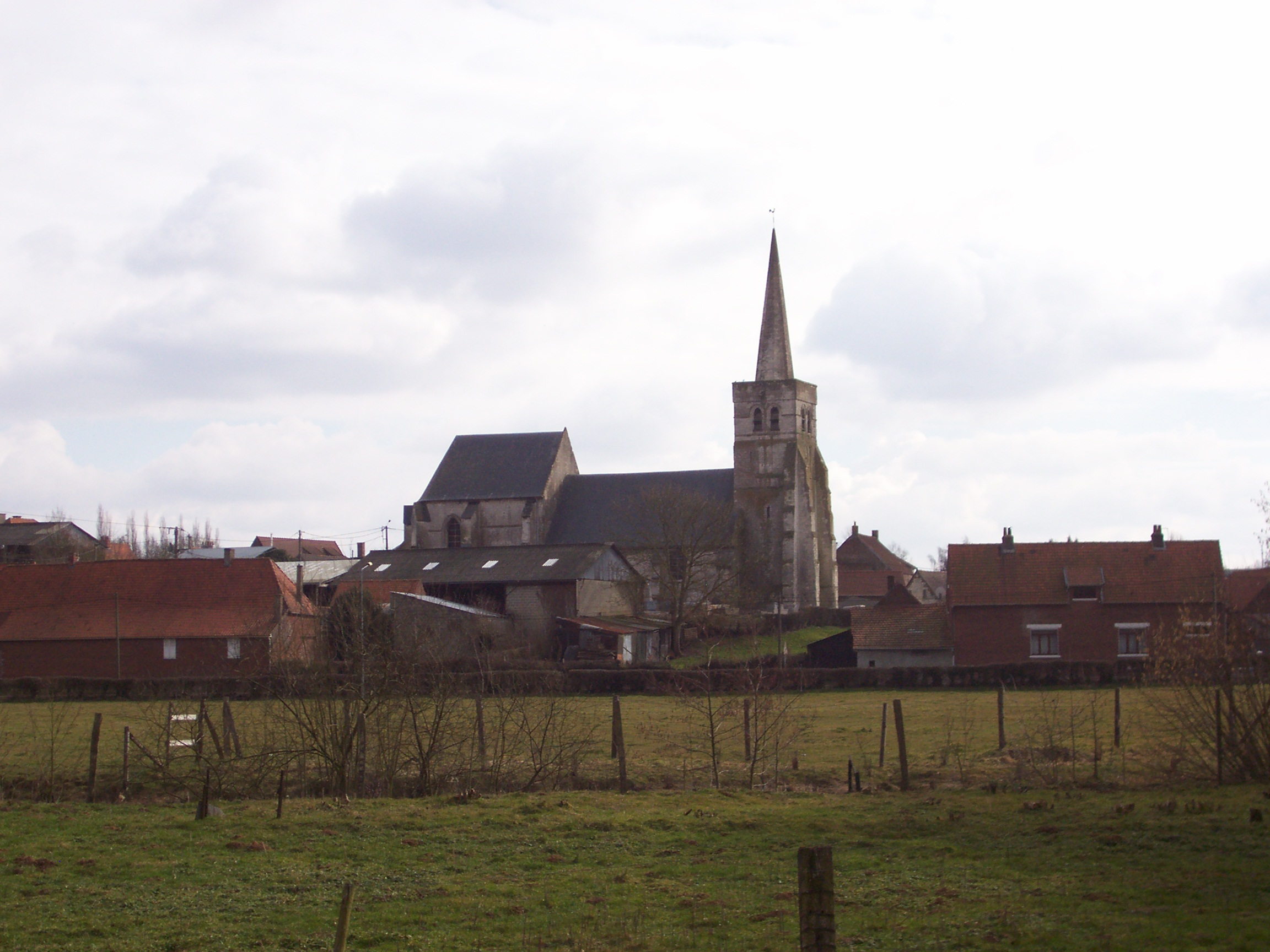
L'église Saint-Omer, mars 2010.

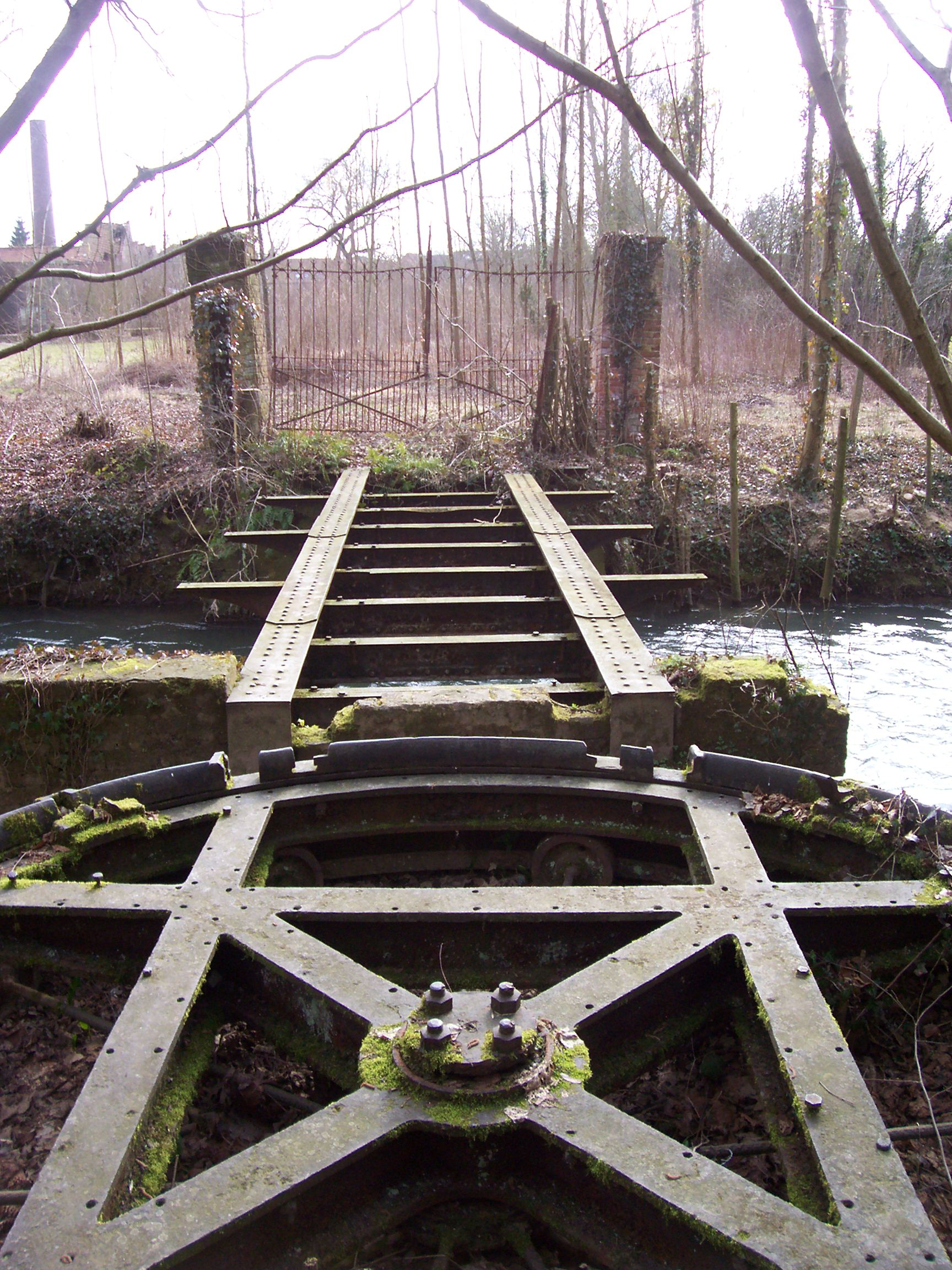
Restes de l'ancienne voie ferrée, mars 2010.

- Des restes de l'ancienne voie-ferrée Anvin - Calais sont encore visibles le long du chemin de randonnée accessible tout public qui longe les coteaux : une plaque tournante et un pont métallique, qui donnaient accès à un moulin (Sagot-Avot, devenu Dambricourt)[56].

### Héraldique
| Blason de Wavrans-sur-l'Aa | Blason  | De gueules, aux trois arbres arrachés d'argent. |
| Blason de Wavrans-sur-l'Aa | Détails | Inspiré des armes de l'évêché de Thérouanne qui étaient : « de gueules aux trois mitres d'argent » où les mitres ont été remplacées par des arbres afin d'évoquer l'une des hypothèses étymologiques de Wavrans qui voudrait que la commune tienne son nom du celtique wabra signifiant « forêt ». Adopté par la municipalité vers 1995. |

## Pour approfondir